# Jerzy Herse

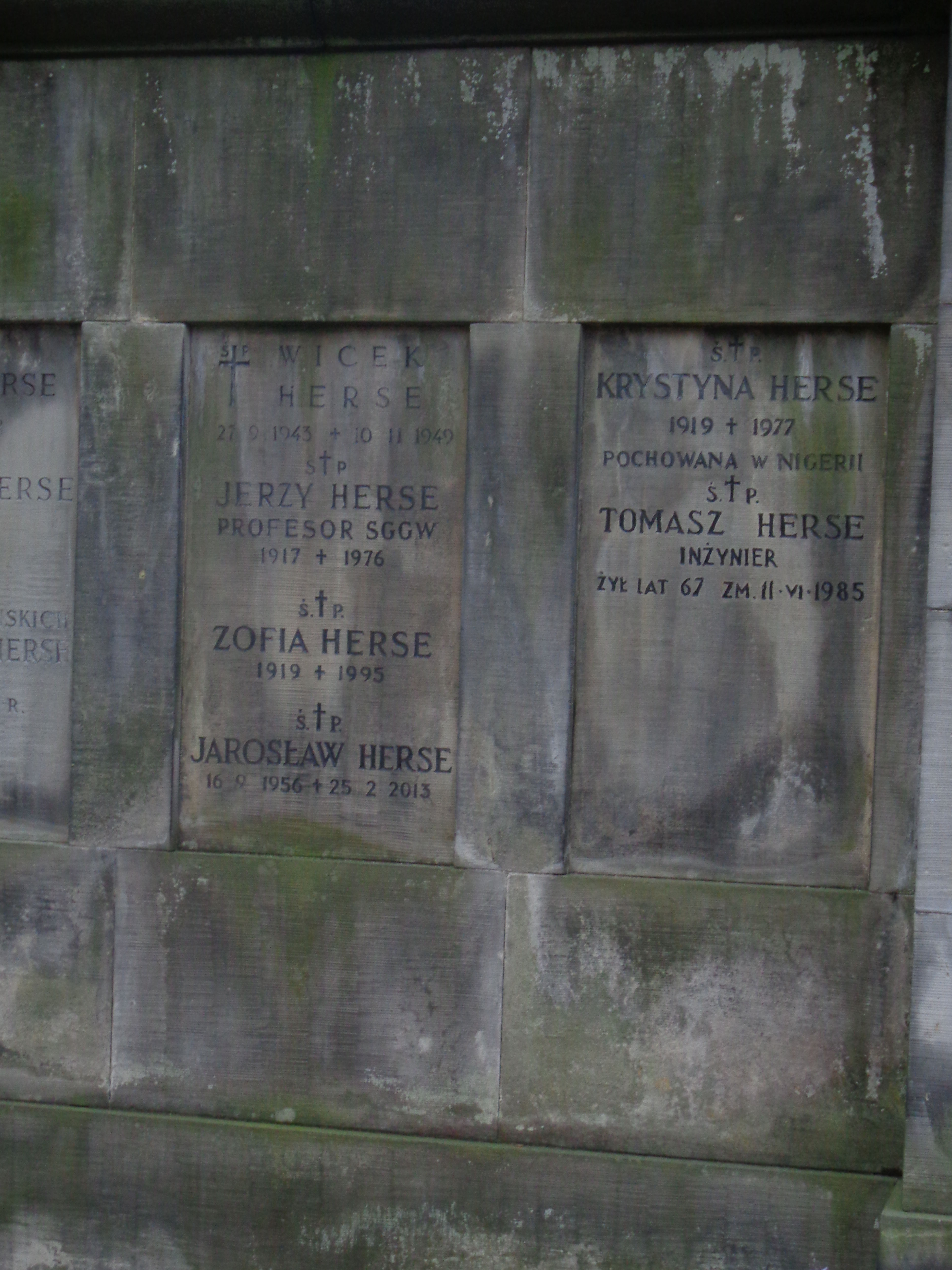
Grób rodzinny Hersów na Starych Powązkach

Jerzy Tomasz Herse (ur. 1 kwietnia 1917, zm. 21 grudnia 1976) – polski nauczyciel akademicki, profesor, porucznik Wojska Polskiego, kawaler Orderu Virtuti Militari.

## Życiorys
Urodził się 1 kwietnia 1917 w rodzinie Wincentego (1894–1923), porucznika artylerii, i Jadwigi Stefanii z Kiełkiewiczów (zm. 1958). Był starszym bratem Tomasza Jarosława (1918–1985), inżyniera mechanika, porucznika broni pancernych rezerwy Polskich Sił Zbrojnych na Zachodzie. W 1926 jego ojczymem został Ksawery Floryanowicz, kolega ojca z okresu wspólnej służby w 1 dywizjonie artylerii konnej.
Ukończył Szkołę Podchorążych Artylerii w Toruniu. Na stopień podporucznika został mianowany ze starszeństwem z 1 października 1937 i 6. lokatą w korpusie oficerów artylerii. Służył w 1 dywizjonie artylerii konnej w Warszawie na stanowisku dowódcy plutonu 1. baterii. W szeregach tego oddziału walczył w kampanii wrześniowej jako oficer ogniowy 1. baterii. Dostał się do niemieckiej niewoli. Przebywał w Oflagu II C Woldenberg.
Po wojnie został profesorem zwyczajnym i wieloletnim prorektorem Szkoły Głównej Gospodarstwa Wiejskiego w Warszawie, dziekanem Wydziału Rolniczego (1972–1976), dyrektorem Instytutu Produkcji Rolniczej oraz sekretarzem Komitetu Uprawy Roślin Polskiej Akademii Nauk.
Zmarł 21 grudnia 1976 i został pochowany na Cmentarzu Powązkowskim w Warszawie.
Jerzy był żonaty z Zofią (1919–1995), z którą miał syna Jarosława (1956–2013).

## Ordery i odznaczenia
- Krzyż Srebrny Orderu Wojskowego Virtuti Militari[5]
- Krzyż Kawalerski Orderu Odrodzenia Polski[5]
- Złoty Krzyż Zasługi[5]
- Srebrny Krzyż Zasługi[5]
- Złota Odznaka ZNP[5]
- Złota Odznaka za Zasługi dla SGGW[5]